# Hazel Hotchkiss Wightman
Hazel Hotchkiss Wightman (n. 20 decembrie 1886, Healdsburg⁠(d), California, SUA – d. 5 decembrie 1974, Chestnut Hill⁠(d), Brookline⁠(d), Massachusetts, SUA) a fost o jucătoare de tenis ce a reprezentat Statele Unite ale Americii, medaliată olimpică. A participat la o ediție a Jocurilor Olimpice (1924) în care a câștigat o medalie de aur.